# Ledine Klanječke
Ledine Klanječke is een plaats in de gemeente Klanjec in de Kroatische provincie Krapina-Zagorje. De plaats telt 187 inwoners (2001).